# Pulzně kódová modulace

Příklad vzorkování a kvantizace signálu u 4bitové PCM

Znehodnocení signálu při vzorkování s příliš nízkou frekvencí

Vyšší frekvence vzorkování umožňují věrněji rekonstruovat původní signál

Při kvantování vzniká v důsledku digitalizace signálu šum

Pulzně kódová modulace (PCM z anglického Pulse-code modulation) je modulační metoda převodu analogového zvukového signálu na signál digitální, vytvořená roku 1937 Britem Alecem Reevsem.
Princip PCM spočívá v pravidelném odečítání hodnoty signálu pomocí A/D převodníku a jejím záznamu v binární podobě. Při reprodukci se k převodu z digitálního signálu na analogový používá D/A převodník. Určujícími parametry jsou vzorkovací frekvence a jemnost rozlišení jednotlivých hodnot. Vzorkovací frekvence se pohybuje od 8 kHz u digitálních telefonních linek ISDN přes 44,1 kHz u zvukového CD po ještě vyšší hodnoty u profesionálních záznamových zařízení a ovlivňuje kvalitu (tedy „kostrbatost“) reprodukovaného záznamu.
Při nižší vzorkovací frekvenci je kvalita záznamu horší. Při příliš nízké vzorkovací frekvenci se mohou v dekódovaném signálu dokonce objevit kmitočty, které v původním signálu nebyly. Tento jev se nazývá aliasing. Aby k němu nedocházelo, musí být podle Nyquistovy vzorkovací věty (též Shannon-Kotělnikovův teorém) vzorkovací frekvence více než dvojnásobná oproti frekvenci zaznamenávaného signálu.
Rozlišení hodnot určuje přesnost hodnot v jednotlivých bodech. Obvykle se používá 8 nebo 16 bitů (tedy 256, resp. 65536 možných hodnot). Určení hodnoty je nazýváno kvantování. Každé kvantování zanáší do signálu kvantizační šum, jehož úroveň s rostoucím rozlišením klesá. Při příliš nízkém rozlišení digitalizovaného zvukového signálu je kvantizační šum slyšitelný.

## Použití
PCM s lineárním kvantováním (LPCM) je používána na Audio CD (standard Red Book) na dvou kanálech s vzorkovací frekvencí 44,1 kHz a rozlišením 16 bitů. V této podobě zabere jedna minuta záznamu 44100 · 16 · 2 · 60 : 8 = 10 584 000 byte. Na osobních počítačích se proto pro ukládání zvuků používají úspornější formáty MP3, WMA, nebo Vorbis, které jsou oproti PCM schopny díky ztrátové kompresi dosáhnout více než desetinásobné úspory místa při zhoršení subjektivní kvality. Také se využívá bezeztrátová komprese FLAC či APE, které ovšem nedosahují takové úspory místa, zato zvuk není nijak měněn a jeho kvalita je shodná s původním PCM vzorkem.
V telekomunikacích se pod pojmem PCM rozumí signál se vzorkovací frekvencí 8 kHz a rozlišením 8 bitů. Tento signál dává datový tok 64 kbit/s, což je základní kapacita hovorového kanálu ve všech digitálních ústřednách i v digitální síti ISDN. Hovorový kanál o rychlosti 64 kbit/s je někdy označován jako DS0.
Pro kódování hovorového kanálu DS0 se používá logaritmická komprese, kdy je dvanácti či třináctibitový signál převáděn na osmibitový signál. Logaritmická komprese hovorového signálu je v Evropě a Austrálii známá jako A-law, v severní Americe a Japonsku jako μ-law. V severní Americe a Japonsku se používá vyšší komprese, protože v tamních telefonních sítích je používáno pouze 7 bitů pro přenos hlasu a osmý bit se používá na signalizaci (typ CAS). V Evropě se používá pro přenos hlasu všech 8 bitů a signalizace je přenášena samostatným kanálem (například pomocí signalizace č. 7, či jinou CCS signalizací). V Evropě a Austrálii má tedy přenos hlasu v digitální telefonní síti vyšší kvalitu než stejný přenos pomocí telefonní sítě v Severní Americe či v Japonsku. Na rozhraní těchto sítí musí proto dojít k překódování. Informace, jakým způsobem je hlas kódován, tedy o použitém kodeku, jsou přenášeny pomocí signalizace.
Systém kódování hlasu pomocí PCM popisuje mezinárodní standard ITU G.711.